# Miron Dzadzajew
Miron Tajmurazowicz Dzadzajew (ros. Мирон Таймуразович Дзадзаев; ur. 12 grudnia 1977) – rosyjski zapaśnik walczący w stylu wolnym. Szósty na mistrzostwach świata w 1999. Siódmy na mistrzostwach Europy w 2002. Trzeci w Pucharze Świata w 2000 i czwarty w 2001. Brązowy medal na Igrzyskach Wojskowych w 1999. Mistrz Europy i wicemistrz świata juniorów w 1997 roku.
Wicemistrz Rosji w 1999 i trzeci w 2000 i 2001 roku.